# Death Row Records
Death Row Records er et amerikansk pladeselskab, der blev grundlagt i 1991 af The D.O.C. Suge Knight, Dr. Dre og Dick Griffey, og ejes nu af Snoop Dogg. Death Row har haft kunstnere som Snoop Dogg og 2Pac. 